# Ein Mann für sie
Ein Mann für sie (Originaltitel: Her Man) ist ein US-amerikanisches Filmdrama aus dem Jahr 1930 von Tay Garnett mit Helen Twelvetrees und Phillips Holmes in den Hauptrollen. Der Pre-Code-Film wurde von Pathé Exchange produziert.

## Handlung
In einer Bar in Havanna übernimmt die Tänzerin Frankie Keefe die Stelle von Annie, die in die USA zurückkehren will. Frankie gerät in einen Streit mit einem Besucher, der sie des Diebstahls seiner Brieftasche beschuldigt. Ihr Tanzpartner Johnnie kommt ihr zur Hilfe. Zwischen Johnnie und Frankies Verehrer Red kommt es zu einem Streit, der in einen Kampf ausartet. Annie wird Zeugin, wie Johnnie Red tötet.
Frankie lernt den Seemann Dan kennen, der mit seinen Kameraden auf Landgang ist. Sie fühlt sich zu Dan hingezogen und erzählt ihm, dass sie ihr bisheriges Leben hinter sich lassen wolle. Zuerst hält Dan sie für unaufrichtig, doch nach einiger Zeit nimmt er sie mit zu einer Kirche. Dort gesteht sie ihm, dass sie ihn liebe und mit ihm in die USA zurückgehen wolle. In der Zwischenzeit will Johnnie auch Dan töten, kommt jedoch bei einem Unfall ums Leben. Frankie und Dan segeln davon.

## Produktion

### Hintergrund
Gedreht wurde der Film von Ende Mai bis Ende Juli 1930 in den RKO-Pathé-Studios in Culver City. Hintergrundaufnahmen entstanden in Havanna.
Das Drehbuch basierte auf dem Folksong Frankie and Johnny, den ein unbekannter Komponist Anfang des 20. Jahrhunderts verfasste. Dies war auch der Arbeitstitel des Films, der aber zu Her Man umgewandelt wurde, da man befürchtete, dass das Publikum die ursprüngliche Geschichte hinter dem Song gar nicht kannte.
Tay Garnett und Howard Higgin schrieben den ersten Teil des Drehbuchs. Nachdem Higgin Pathé verlassen hatte, arbeitete Thomas Buckingham das Skript um. Das ursprüngliche Budget lag bei 250.000 Dollar (2023: ca. 4,5 Millionen Dollar). Nach Durchsicht des Drehbuchs erhöhte Produzent Derr das Budget auf 400.000 Dollar (2023: ca. 7,3 Millionen Dollar).
Ingenieure des Studios hatten ein tragbares Tonmischgerät entwickelt, das bei dem Film erstmals zum Einsatz kam.

### Stab
Carroll Clark oblag die künstlerische Leitung. Russell A. Gausman und Gwen Wakeling waren für das Kostümbild zuständig. Verantwortliche Toningenieure waren Harold E. Stine und Earl A. Wolcott.

### Besetzung
In kleinen nicht im Abspann erwähnten Nebenrollen traten Vince Barnett, George Chandler, Richard Cramer, Hank Mann, George Templeton, Tom Tyler und Harry Wilson auf.

## Veröffentlichung
Die Premiere des Films fand am 21. September 1930 statt. In Österreich kam er 1932 in die Kinos. In der Bundesrepublik Deutschland wurde er am 31. Januar 1979 im deutschen Fernsehen ausgestrahlt.

## Kritiken
Das Lexikon des internationalen Films schrieb: „Witzige Komödie, nach demselben Stoff gefertigt wie der Marlene-Dietrich-Film "Das Haus der sieben Sünden" (1940).“
Der Kritiker der The New York Times befand, der Film sei ein Durcheinander von dick aufgetragener Sentimentalität und werde von Twelvetrees Schauspielkunst, die bei jeder Gelegenheit chargiere, kaum unterstützt.
Das Museum of Modern Art lobte erstaunliche formale Leistungen. So seien die langen Einstellungen und die sich ständig bewegende Kamera 10 Jahre ihrer Zeit voraus.